# German Young Physicists’ Tournament
Das German Young Physicists’ Tournament (GYPT) ist ein bundesweiter Physik-Wettbewerb, bei dem Teams gegeneinander antreten und ihre Lösung zu vorgegebenen, physikalischen Problemen auf Englisch präsentieren. Anschließend muss die eigene Lösung und Bearbeitung in einer zeitlich begrenzten Diskussion jeweils gegen ein gegnerisches Team verteidigt werden.
Das GYPT ist der nationale Abkömmling des International Young Physicists’ Tournament (IYPT).
Beim jährlich stattfindenden nationalen Wettbewerb wird ein Gewinnerteam gekürt. Unabhängig davon werden je zehn Workshop-Teilnehmer ermittelt, von denen in einer weiteren Workshoprunde fünf Teilnehmer ausgewählt werden, die als Team Deutschland beim IYPT vertreten. Im Vorfeld des Turniers erhalten die Schüler Betreuung und Unterstützung an einem der deutschlandweiten GYPT-Zentren.

## Organisation
Seit dem Jahr 2014 wird das GYPT in Deutschland jährlich durchgeführt. Zu Beginn wurde das GYPT maßgeblich vom Schülerforschungszentrum Südwürttemberg organisiert. Mittlerweile sind Träger und Organisator die Universität Ulm, die Deutsche Physikalische Gesellschaft und die Wilhelm und Else Heraeus-Stiftung.

## Das Turnier
Ablauf und Dauer sind im Vergleich zum IYPT deutlich abgespeckt. Vom internationalen Physics-Fight wurden der Report und die Opposition übernommen. Bepunktet werden die Teilnehmer wie beim IYPT von einer mehrköpfigen Jury bestehend aus Wissenschaftlern, Lehrern, Studenten und ehemaligen Teilnehmern. Üblicherweise findet das GYPT an einem Wochenende statt, während die Fights am Samstag und das Finale sonntags ausgetragen werden. Die drei besten Teams (Punkte der Einzelteilnehmer mit Streichergebnis gemittelt) treten im Finale gegeneinander um den Titel des Deutschen Physik-Meisters an. Separat zum Teamwettbewerb werden die besten zehn Teilnehmer ermittelt und zu einem Workshop eingeladen. Dort wird unter Anleitung ausgewählter Betreuer an neuen Projekten gearbeitet und die Schüler werden auf physikalisches Wissen, Team- und Kommunikationsfähigkeit getestet. Die besten Fünf fahren anschließend zum IYPT, während die Anderen die Chance zur Teilnahme am Austrian Young Physicists’ Tournament (AYPT) erhalten. Dieses Turnier konnte bei der ersten Teilnahme im Jahr 2015 gewonnen werden. Im Jahr darauf konnte dieser Titel verteidigt werden.
Das komplette Regelwerk sowie eine detaillierte Beschreibung des Ablaufs lassen sich auf der Website finden.

## Geschichte
Im Jahr 2014 fand das Turnier am Schülerforschungszentrum Nordhessen in Kassel und 2015 am Josef-Effner-Gymnasium Dachau statt. Die Final- und Workshopteilnehmer durften im Januar 2016 als Preis das CERN besuchen.
Das 3. GYPT 2016 am Physikzentrum Bad Honnef war mit 86 Teilnehmern bis zu diesem Zeitpunkt das größte seiner Art.
2017 und 2018 wurden die Anmelderekorde jeweils von Neuem geknackt, sodass für den Wettbewerb 2017 erstmals ein Vorentscheid in Regionalwettbewerben sowie eine Online-Wettbewerbsauswahl eingeführt wurde, die beide seitdem weiter bestehen. Die Teams müssen sich also zunächst auf regionaler Ebene für die nationale Wettbewerbsrunde qualifizieren.

## Aufgabenstellungen
Bei den 17 Problemen handelt es sich um die international festgelegten Aufgaben des IYPT. Für das GYPT sucht sich jeder Teilnehmer eines dieser Probleme aus, welches er am Turnier präsentieren wird. Pro Diskussion treten jeweils zwei Dreierteams zufällig gegeneinander an. Daher wird erst am Abend vor dem Turnier bekanntgegeben, welches Team welches Problem und welche gegnerische Gruppe opponieren wird.

## Teams
Die Schüler schließen sich üblicherweise im Vorfeld zu Teams aus zwei oder drei Personen zusammen, jedoch werden auch Einzelteilnehmer akzeptiert, welche unvollständigen Teams zugeordnet werden. Das Alter der Teilnehmer liegt aufgrund der komplexen Probleme und der Präsentation auf Englisch zwischen 15 und 18 Jahren. Jedoch gibt es regelmäßig Teilnehmer, die deutlich jünger erfolgreich am Wettbewerb mitmachen
. Seit dem Wettbewerb 2018 existiert ein Mindestalter von 14 Jahren.
Die Anzahl der sich bewerbenden Teams steigt stetig an.